# A Lyoko Kód – Evolúció
A Lyoko Kód – Evolúció (eredeti cím: Code Lyoko Évolution) 2013-ban bemutatott francia tinidráma sci-fi vegyes technikájú tévéfilmsorozat, amely valós díszletekkel élőszereplős, és 3D-s számítógépes animációs jelenetekkel készült. A MoonScoop készítette, a DPI forgalmazta. Franciaországban a France 4 és a Canal J  vetítette, Magyarországon a Megamax sugározta.

## Ismertető
A főhősök, a Kadic középiskolások, akik újból rákényszerülnek arra, hogy felvegyék a harcot ellenségükkel szemben, Xana-val. Korábban úgy tűnt, hogy sikeresen legyőzték az ellenségüket a kalandok folyamán, de most ismét valaki vagy valami életre keltette a gyűlöletes ellenségüket. A főhősök, Ulrich, Jeremy, Aelita, Yumi és Odd  szuper felszereléseikhez újra hozzáférnek, hogy kinyomozzák Xana feléledésének az okát és újra megmentsék a földet a gonosz támadásokkal szemben.

## Szereplők

### Főszereplők
- Jeremy Belpois (Baráth István)
- Aelita Schaeffer (Berkes Boglárka)
- Ulrich Stern (Ungvári Gergő)
- Yumi Ishiyama (Győrfi Laura)
- Odd Della Robbia (Berkes Bence)
- William Dunbar (Joó Gábor)
- Laura Gauthier (Várkonyi Andrea)

### Mellékszereplők
- Elizabeth „Sissi” Delmas
- Jean-Pierre Delmas
- Professor Lowell Tyron
- Susanne Hertz
- Jim Morales (Bella Levente)
- Waldo Schaeffer / Franz Hopper
- Anthea Schaeffer (születési név: Anthea Hopper)

## Epizódok
1. Xana 2.0 (XANA 2.0)
2. A cortex (Cortex)
3. Digitománia (Espectromania)
4. Einsteinné (Mme Einstein)
5. Vereség (Rivalité)
6. Sejtések (Soupcons)
7. Visszaszámlálás (Compte á rebours)
8. A vírus (Virus)
9. Hogyan verjük át Xanát (Comment tromper XANA)
10. A harcos ébredése (Le réveil du guerrier)
11. A találkozás (Rendez-Vous)
12. Káosz a Kadikban (Chaos á kadic)
13. Péntek 13 (Vendredi 13)
14. Ellenséges behatolás (Intrusion)
15. A kódtalanok (Les sans-codes)
16. Kavarodás (Confrusion)
17. A szakmai jövő bebiztosítva (Un avenir professionnel assuré)
18. Megszállottság (Obstination)
19. A csapda (Le piége)
20. Kémkedés (Espionnage)
21. Hasonmások (Faux-semblants)
22. Lázadás (Mutinerie)
23. Jeremy rossz kedve (Le blues de Jérémie)
24. Időzavar (Paradoxe temporel)
25. Itt a vége? (Hécatombe)
26. Utolsó küldetés (Ultime mission)